# 오리엔탈쇼커스
오리엔탈쇼커스(Oriental Showcus)는 2014년에 데뷔한 밴드다.

## 방송
- TOP밴드 3 - Top8(7위)

## 수상
- 신한카드 GREAT 루키 프로젝트 은상 (2015)